# Аичи D3A
Аичи Д3А (99式艦上爆撃機, с кодово име за съюзниците Вал) е пикиращ бомбардировач от Втората световна война произвеждан от компанията Аичи в Япония. Той е основният пикиращ бомбардировач предназначен за самолетоносачите на Японския Имперски флот в началната фаза на войната, и участва в почти всички битки, включително при нападението над Пърл Харбър.

## Дизайн и разработка
В средата на 1936 година Японският флот издава „11-Ши“ – спецификация за пикиращ бомбардировач моноплан, предназначен за самолетоносачи, който да замени остарелия биплан D1А. Аичи, Накаджима и Мицубиши изпращат свои проекти, като Аичи и Накаджима са избрани да предоставят по два прототипа.
Дизайнът на Аичи включва ниско монтирани елипсовидни крила, вдъхновени от Хейнкел Хе 70 Блиц. Корпусът прилича много на този на „А6М Зеро“, въпреки че целият самолет е по-здрав, за да издържа на пикиране. Самолетът лети достатъчно бавно, за да не създава проблем въздушното съпротивление на колелата за приземяване, затова и те са фиксирани на самолета за улеснение.  Самолетът трябва да се захранва с двигател 710 hp (529 kW) Накаджима Хикари, с 9-цилиндров „радиален двигател“.
Първият прототип е завършен през декември 1937, а летателните изпитания започват месец по-късно. Първите тестове са разочароващи. Самолетът е с отслабена мощност, което го прави нестабилен при широки завои, а при тесни завои рязко сменя посоката си на летене. Пикиращите спирачки силно вибрират при достигане планираната скорост от 370 км/ч (200 възела), докато флота вече изисква скорост за пикиране от 440 км/ч (240 възела).
Силно модифицираният втори самолет е забавен, за да се направи опит да се решат проблемите от предходния. Мощността е увеличена със смятана на двигателя Хикари с 840 hp (626 kW) „Мицубиши Кинсей“ 3 с преправен обтекател, а вертикалната опашка е уголемена с цел да помогне с нестабилността при насочване. Крилата се леко уголемени на дължина, сложени са също и по-здрави пикиращи спирачки. Тези промени отстраняват всички досегашни проблеми, освен нестабилността му, което е достатъчно D3А1 да бъде избран пред Накаджима D3Н1. 

## Бойна история
През декември 1939 година Флота поръчва самолета под името „Navy Type 99 Carrier Bomber Model 11“. Модела въведен за производство включва леко смалени крила и увеличена мощност с двигатели 1000 hp (746 kW) Кинсей 43 или 1070 hp (798 kW) Кинсей 44. Посредством вертикален стабилизатор е отстранена нестабилността и самолета реално става много маневрен.
Въоръжението отпред е две 7,7 мм леки картечници „Тип 97“, и една 7,7 мм тежка картечница „Тип 92“ в задната част на кабината за защита. Обикновеното бомбено въоръжение е от една 250 килограмова бомба носена под корпуса. Две допълнителни 60 килограмови бомби могат да се носят под крилата.
Започвайки с нападението над Пърл Харбър, самолетите Д3А1 участват във всички големи операции на японските самолетоносачи в първите десет месеца на войната. Сдобиват се и със завидна слава след нападението при Индийския океан през април 1942, когато самолетите Д3А1 постигат над 80% успех по време на атаките над британските кръстосвачи HMS Cornwall и HMS Dorsetshire, и самолетоносача HMS Hermes. В някой ситуации са използвани като изтребители, а тяхната маневреността им позволява да оцелеят в подобна роля.
През юни 1942 е тествана подобрена версия на Д3А с двигател 1300 hp (970 kW) Кинсей 54, с кодово име „Model 12“. Допълнителната мощност редуцира максималната дължина на полета, затова са добавени допълнителни резервоари до достигането капацитет от 900 литра гориво, достатъчно за ефективното водене на боеве на Соломоновите острови. След включването му във флота става известен като „Model 22“, като замества старите „Model 11“ през есента на 1942. Повечето самолети от „Model 11“ са изпратени в тренировъчните центрове.
Когато Йокосука Д4У Суйсей влиза на въоръжение, самолетите Д3А2 завършват службата си като част от наземни единици или оперират от по-малки самолетоносачи, които не могат да приемат бързокацащите Суйсей. При завръщането на американските сили на Филипините през 1944, базираните на земята самолети Д3А2 се включват в битката, но вече безнадеждно остарелите самолети търпят тежки загуби. След това са повечето самолети Д3А1 и Д3А2 се използват само за тренировки в Япония, докато няколко бройки са модифицирани с двоен контролер като „Navy Type 99 Bomber Trainer Model 12s (D3A2-K)“. През последната година на войната самолетите Д3А2 са използвани за камикадзе мисии.
През 1945 индонезийски партизани превземат много на брой бивши японски въздушни бази. Няколко броя Д3А Вал са пленени от партизаните, включително във военновъздушната базата Бугис в Маланг (репатрирана на 18 септември 1945 година). Повечето от самолетите са унищожени в периода 1945-1949 когато бившите Холандските източни инди и Холандия са въвлечени във военни конфликти и полицейски акции в Индонезия.

## На въоръжение
Япония
- Имперски японски военноморски служби

Следвоенно
 Индонезия
- Индонезия – следвоенно

## Характеристики (Д3А1)

### Основни характеристики
- Екипаж: двама пилоти и картечар
- Дължина: 10,2 м
- Размах на крилете: 14,37 м
- Височина: 3,85 м
- Площ на крилете: 34,9 м²
- Тегло (празен): 2408 кг
- Тегло (пълен): 3650 кг
- Двигател: 1× Мицубиши Кайсей 44а, 798 kW (1070 hp)

### Технически характеристики
- Максимална скорост: 389 км/ч
- Максимална дължина на полета без презареждане: 1472 км
- Таван на полета: 9300 м

### Въоръжение
- Основно въоръжение:Отпред 2х7,7 мм леки картечници „Тип 97“ 
 Отзад 7,7 мм тежка картечница „Тип 92“
- Допълнително въоръжение: 1х250 кг бомби или 2х60 кг бомби

## Характеристики (Д3А2)

### Основни характеристики
- Екипаж: двама пилоти и картечар
- Дължина: 10,2 м
- Размах на крилете: 14,37 м
- Височина: 3,8 м
- Площ на крилете: 34,9 м²
- Тегло (празен): 2570 кг
- Тегло (пълен): 4122 кг
- Двигател: 1× Мицубиши Кайсей 54а, 969 kW (1300 hp)

### Технически характеристики
- Максимална скорост: 430 км/ч
- Максимална дължина на полета без презареждане: 1352 км
- Таван на полета: 10 500 м
- Скорост на издигане: 8,62 м/с

### Въоръжение
- Основно въоръжение:Отпред 2х7,7 мм леки картечници „Тип 97“ 
 Отзад 7,7 мм тежка картечница „Тип 92“
- Допълнително въоръжение: 1х250 кг бомби или 2х60 кг бомби

### Подобни самолети
- Б-24 Скуа
- Бреда Ба.65
- СБ2Ц Хелдайвър
- СБД Даунлес
- Фейри Баракуда
- Юнкерс 87
- А-31 Венджънс
- Йокосука Д4У

### Списъци
- Списък на бомбардировачите
- Списък на бойните самолети на Япония